# Тесалија (грчко-српска држава)
Тесалија је била једна од средњовековних држава насталих распадом грчко-српског царства Јована Уроша. Седиште ове државе било је у граду Трикала у Тесалији, а њени владари били су Алексије Анђел Филантропен (1373—1390) и Манојло Анђел Филантропен (1390—1393). Обојица су носили титулу кесара (ћесара). Алексије Анђел је био вазал византијског цара. Подручје ове државе освајају Османлије 1393. године. Пре Филантропена, Воденом и Трикалом владао је српски ћесар Никола Багаш до 1384. године кад је постао османлијски вазал. Очигледно да Багаш није могао да се супростави утицају Мурата који је био све већи и већи након Маричке битке.